# أندريس أيوب
أندريس أيوب (بالإسبانية: Andrés Ayub)‏ هو مصارع هاوي تشيلي، ولد في 1982 في سانتياغو في تشيلي.

## وصلات خارجية
- أندريس أيوب على موقع قاعدة بيانات المصارعة الدولية (الإنجليزية)
- أندريس أيوب على موقع اللجنة الأولمبية الدولية (الإنجليزية)
- أندريس أيوب على موقع أوليمبيديا (الإنجليزية)